# リンジー・ハンター
リンジー・ベンソン・ハンター・ジュニア（Lindsey Benson Hunter Jr.、1970年12月3日 - ）は、アメリカ合衆国・ミシシッピ州ウティカ出身の元バスケットボール選手。NBAのデトロイト・ピストンズでプロキャリアの大半を過ごした。身長188cm、体重88.5kg。ポジションはポイントガード。

## 経歴
ジャクソン州立大学でプレイした後、1993年のNBAドラフトにおいて、デトロイト・ピストンズから1巡目10位で指名された。ピストンズではグラント・ヒルと共にチームの主力として活躍した。2000年から3シーズン、ミルウォーキー・バックス、トロント・ラプターズ、ロサンゼルス・レイカーズでプレーし、レイカーズで2002年NBAファイナルに出場し優勝を経験した。
2003-04シーズンは3シーズンぶりにピストンズに復帰。2004年2月、チャッキー・アトキンスと一緒にボストン・セルティックスに放出されたが、セルティックスでは1試合もプレーせず、バイアウトで退団し、10日後にピストンズと再契約した。再契約後もチームの重要な控え選手としてその年のNBAファイナル優勝に貢献した。
2008年にシカゴ・ブルズと契約し、大ベテランとして若いデリック・ローズの指南役を買っていた。2010年3月3日にブルズから解雇され、その2日後にブルズの選手育成アシスタントに就任した。
2012-13シーズンは、フェニックス・サンズのアシスタントコーチを務め、シーズン途中から暫定ヘッドコーチは務めた。また2013-14シーズンは、ゴールデンステート・ウォリアーズのアシスタントコーチを務めた。

## プレイスタイル
ディフェンス力に優れていて、特にスティールはNBAにおいてトップクラスであった。また、正確な3ポイントシュートも彼の特徴である。